# Sérgio de Moscou
Sérgio (em russo:  Се́ргий; nascido: Ivan Nikolaeviche Stragorodski, em russo:  Ива́н Никола́евич Страгоро́дский; 23 de janeiro de 1867, Arzamás, Gubernia de Nizhni Novgorod, Império Russo - 15 de maio de 1944, Moscou, URSS) foi bispo da Igreja Ortodoxa Russa e, de 12 de setembro de 1943, Patriarca de Moscou e Toda Rússia.
De dezembro de 1925 até o final de 1936, foi vice-lugar-tenente patriarcal, após a detenção do metropolita Pedro, o então líder da Igreja russa. A partir de 1 de janeiro de 1937, foi lugar-tenente patriarcal, em conexão com o recebimento de uma falsa notícia da morte do metropolita Pedro.
Em 1927, tomou o caminho da lealdade ao regime político da URSS, o que provocou uma reação muito controversa na Igreja russa tanto na URSS como no exterior. A personalidade e os feitos do patriarca Sérgio permanecem discutíveis até hoje.